# Frostenden
Frostenden is een civil parish in het bestuurlijke gebied Waveney, in het Engelse graafschap Suffolk. In 2001 telde het dorp 197 inwoners. Frostenden heeft 8 vermeldingen op de Britse monumentenlijst. Daaronder bevinden zich de middeleeuwse dorpskerk, het landhuis 'Frostenden Hall' uit de zeventiende eeuw en 'The Hermitage', een woonhuis waarvan de oudste delen uit de veertiende eeuw stammen.